# Andreas Joseph von Stifft

Andreas Joseph von Stifft, Lithographie von Andreas Staub

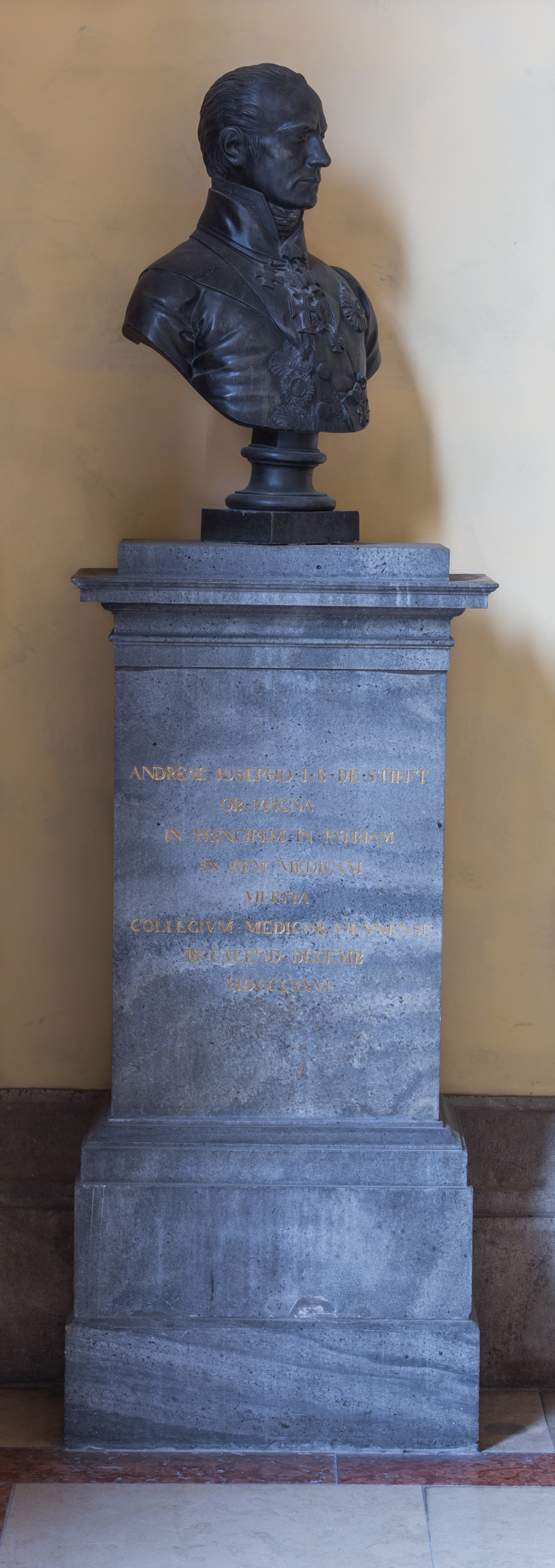
Büste von Andreas Josef Stifft im Arkadenhof der Universität Wien

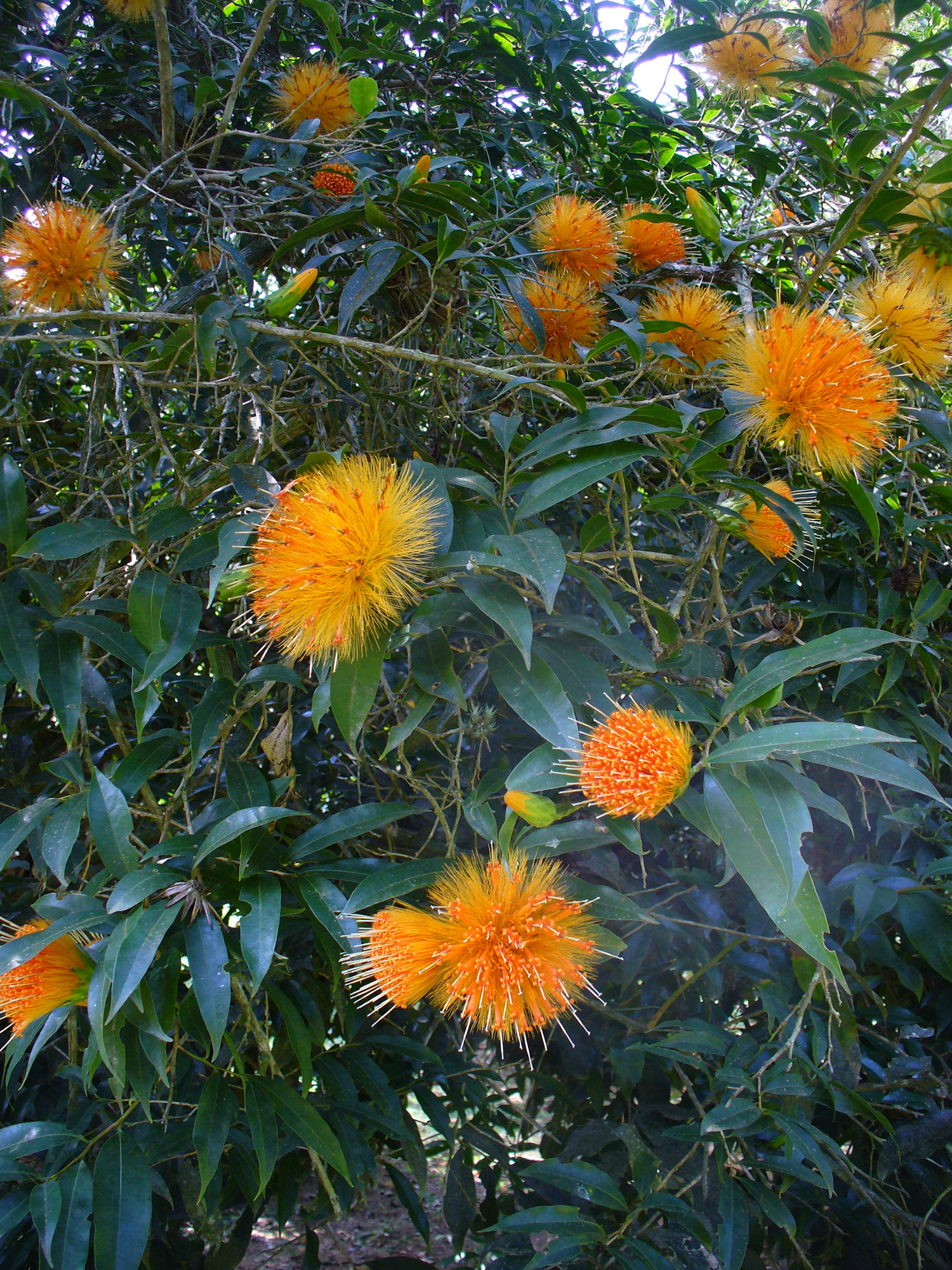
Stifftia chrysantha

Andreas Joseph Freiherr von Stifft (* 30. November 1760 in Röschitz, Niederösterreich; † 16. Juni 1836 in Schönbrunn, Wien) war ein österreichischer Mediziner.

## Leben
Andreas Joseph Stifft war der Sohn eines niederösterreichischen Weinbauern. Er studierte an der Wiener Universität Medizin und erreichte 1784 die Doktorwürde. Als Arzt ließ er sich in Wien nieder, wo er bald eine noble Klientel zu seinen Patienten zählen konnte. Außerdem schrieb er 1790 bis 1792 ein zweibändiges Werk mit dem Titel Praktische Heilmittellehre. Im Jahr 1795 errang er einen Preis mit seinem Werk über eine zweckmäßige Reorganisation der „medicinisch-chirurgischen Josephs Akademie“. Durch diesen Preis zog er einige Aufmerksamkeit auf sich, vor allem jene des kaiserlichen Leibarztes Anton von Störck, sodass er zum zweiten Wiener Stadtphysikus und Sanitäts Magister ernannt wurde. Im Jahr darauf wurde er zum Hofarzt und 1798 bereits zum k.k. Leibarzt ernannt. 1802 wurde er Hofrat.
Als von Stoerck im Jahr 1803 starb, wurde Stifft sein Nachfolger als Leibarzt. Kaiser Franz I. begleitete er auf den Feldzügen 1813 bis 1815. Im Jahr 1814 wurde er nobilitiert und erhielt dabei sofort den Freiherrnstand.
1818 wurde er zum Mitglied der Leopoldina gewählt.
Im Jahr 1834, in dem er sein 50-jähriges Doktorjubiläum feierte, legte er seine Funktion als Leibarzt zurück. Er starb zwei Jahre später, am 16. Juni 1836. Begraben liegt er am Wiener Zentralfriedhof in einem Ehrengrab (Gruppe 0, Reihe 1, Nr. 64).
Sein Sohn war der Ökonom, Finanzfachmann und Politiker Andreas von Stifft (1787–1861), sein Enkel war der Jurist und Schriftsteller Andreas von Stifft (1819–1877).

## Wirken
Unter Stifft wurde eine grundlegende Reform des Gesundheitswesens durchgeführt. Auch das Medizinstudium konnte er aufgrund seines Vertrauens, das der Kaiser in ihn hatte, an allen Universitäten des Kaisertums neu gestalten.
In seine Zeit fiel die große Choleraepidemie 1831 in Wien. Die Kritiken über sein Verhalten sind zwiespältig. Während die einen in ihm eine Person sahen, der es gelang noch als 70jähriger Greis durch sein energisches Auftreten bei dem allgemeinen Chaos den gesunkenen Muth der Bevölkerung zu heben, während Kritiker ihm vorwarfen, dass die Cholera so heftig wütete, da er sie als nicht ansteckend darstellte.
Weniger verdienstvoll ist Stifft’s Wirken in rein wissenschaftlicher Beziehung. Zwar war er vom 17. Bande an zusammen mit seinem Kollegen J. N. v. Raimann Mitherausgeber der „Medicinischen Jahrbücher der k. k. österreichischen Staaten“, auch hat er noch einige kleinere Arbeiten geschrieben, im Übrigen aber ist er nicht frei von dem Vorwurf, „das er in seiner unbeschränkten Herrschaft über alle Theile des öffentlichen Sanitätswesens vielfach willkürlich und nach persönlichen Interessen verfuhr, manches Talent eher unterdrückte als förderte und nur Strebern, Schmeichlern und solchen wohlwollte, die für seine Institutionen blindes Lob hatten, sodass Männer wie P. Frank und J. N. Rust sich seiner Protection nicht zu erfreuen hatten und Wien verlassen mußten.“ Auch Paul Partsch konnte die Willkür Stiffts erleben. Er konnte erst die Position als Kustos der k.k. Hof-Naturalienkabinette in einem Alter von 63 Jahren erreichen, da sein Fortkommen lange Jahre von Stifft blockiert wurde.

## Ehrungen
Ihm zu Ehren ist eine Pflanzengattung Stifftia J.C.Mikan aus der Familie der Korbblütler (Asteraceae), Unterfamilie Stifftioideae, Tribus Stifftieae benannt.